# Musik Josef
Musik Josef (jap. 株式会社 美ら音工房ヨ−ゼフ, engl. Musik Josef Co., Ltd.) ist nach eigener Aussage der einzige japanische Musikinstrumente-Hersteller, der sich auf Oboen konzentriert hat. Unternehmenssitz ist Nanjō.
Musik Josef wurde 1986 von dem japanischen Oboisten Yukio Nakamura (* 1954 in Okinawa) gegründet. Nach seinem Musikstudium in München begann er nach seiner Rückkehr nach Japan Oboen zu bauen. Die Grundlagen des Oboenbaues erlernte Yukio Nakamura vom Holzblasinstrumentenmachermeister Helmut Hager (Leipzig), der ihn für 3 Monate nach Japan begleitete. Inzwischen stellt Musik Josef auch Oboe d’amore, Englischhörner, Klarinetten und Piccoloflöten her. Seine Oboen sind auf dem Markt sehr gefragt und besonders in deutschen Häusern wie zum Beispiel dem Gewandhausorchester Leipzig, der Komischen Oper in Berlin und der Hamburger Staatsoper zu finden.
Der Name Josef entstand während der Zeit seines Studiums in München. Seine Kommilitonen war die Aussprache seines Namens zu aufwendig und man nannte ihn deshalb der Einfachheit halber Josef.